# Piesarthrius gearyi
Piesarthrius gearyi är en skalbaggsart som beskrevs av Mckeown 1940. Piesarthrius gearyi ingår i släktet Piesarthrius och familjen långhorningar. Inga underarter finns listade i Catalogue of Life.